# Villafrea de la Reina
Villafrea de la Reina es una localidad española perteneciente al municipio de Boca de Huérgano, en la provincia de León, comunidad autónoma de Castilla y León.

## Geografía

### Ubicación
| Noroeste: Boca de Huérgano | Norte: Los Espejos de la Reina | Noreste: Los Espejos de la Reina |
| Oeste: Boca de Huérgano    |                                | Este: Cardaño de Arriba          |
| Suroeste Boca de Huérgano  | Sur: Siero de la Reina         | Sureste: Valverde de la Sierra   |

## Demografía
Evolución de la población
| Gráfica de evolución demográfica de Villafrea de la Reina entre 2000 y 2016 |
|                                                                             |
| Población de derecho (2000-2016) según el padrón municipal del INE          |